# Lyolya Bogouzokova
Lyolya Magometovna Bogouzokova (en adyguéen : Лолэ Мухьэмэд ыпхъу Бэгъужъэкъу), née le 15 février 1922 et morte le 24 septembre 1951 à Moscou, est une mitrailleuse et opératrice radio d'un Iliouchine II-2 dans l'armée de l'air soviétique pendant la Seconde Guerre mondiale. Elle termine la guerre avec 59 missions à son actif et reçoit neuf éloges de Staline. Elle est aussi la première femme aviatrice d'origine adyguéenne. 

## Biographie

### Jeunesse
Bogouzokova est élevée par sa tante et son oncle après la répression contre son père dans les années 1930, alors que sa mère travaille à Krasnodar. Après avoir terminé ses études secondaires avec d'excellentes notes, elle déménage à Maïkop où elle étudie dans un aéroclub local. Elle est membre du Komsomol et étudiante à l'école pédagogique. Elle a l'idée de devenir pilote en lisant dans les journaux les histoires des exploits des femmes pilotes Valentina Grizodoubova, Polina Ossipenko et Marina Raskova. Après avoir terminé son école pédagogique, elle commence à enseigner en République socialiste soviétique autonome de Tchétchénie-Ingouchie. En mai 1942, elle est nommée directrice de l'école de Novo-Atagin. Elle est évacuée de la région en août de la même année en raison de la guerre,.

## Pendant la Seconde Guerre mondiale
Après avoir été évacuée du front, elle demande à rejoindre l'armée de l'air. Sa demande est acceptée en 1943 et en novembre, elle est affectée à un poste d'opératrice radio et de mitrailleuse dans le 765e régiment d'assaut de l'aviation. Elle effectue sa première sortie d’attaque au sol sur le front du Caucase Nord. Au milieu de la guerre, elle épouse le pilote Pyotr Pavlovich Likarenko. Après la cérémonie de leur mariage, ils peignent « De Moscou à Berlin » sur le côté d'un des avions du régiment. Ils se sont rencontrés à la fin de la formation de pilote de Pyotr et sont informés que Lyolya Bogouzokova serait son opératrice radio et sa mitrailleuse. Lyolya Bogouzokova effectue ensuite des missions d’attaque au sol avec son mari, alors qu’elle est enceinte de leur fils Igor lors de la bataille de Berlin. Au cours de la guerre, elle effectue 59 missions de combat, participe à cinq combats aériens et abat deux avions ennemis,. 

## Après-guerre
Après la guerre, Bogouzokova retourne dans le monde de l'éducation et, après avoir poursuivi ses études dans un institut pédagogique, elle devient professeure de russe à Moscou. Le 24 septembre 1951, elle meurt d'une leucémie et est enterrée dans l'aul Khatukai, la ville natale de sa mère. Son fils Igor suit ses traces et mène une carrière dans l'aviation militaire, atteignant le rang de colonel.  

## Récompenses
- 1945 : Ordre de la guerre patriotique, 2e classe
- 1945 :  Ordre de l'Étoile rouge
- 1945 : Médaille pour la victoire sur l'Allemagne dans la Grande Guerre patriotique de 1941-1945
- 1945 : Médaille pour la Libération de Varsovie
- 1943 : Médaille du Courage
- 1943 : Médaille pour la défense du Caucase